# Frans Willem Verbaas
Frans Willem Verbaas (1962) is een Nederlands theoloog, PKN-predikant, publicist en romanschrijver.

## Biografie
Verbaas werd in 1987 dominee en diende tot 1999 de Hervormde gemeenten van Akkrum en Abcoude. Van 1999 tot 2002 was hij niet actief als predikant en woonde hij in Mali, als partner van een diplomaat. Hierna was Verbaas predikant in Schoonhoven en sinds 2005 ook betrokken bij de vacante gemeente Willige Langerak. Sinds april 2014 is hij predikant in Heusden bij de Nederlands Hervormde gemeente. Verbaas was medewerker van het Friesch Dagblad en Hervormd Nederland en schrijft voor theologisch tijdschrift Interpretatie artikelen over het randgebied van theologie en literatuur. Zijn lijfcitaat is van Augustinus: Heb God lief en doe wat je wilt.
Frans Willem Verbaas is getrouwd met Marianne Verbaas-Pijl en heeft twee zoons.

## Heilig vuur en Calvijn
Heilig vuur, zijn roman uit 2009, veranderde de kijk van Verbaas op Johannes Calvijn. In een interview met het Reformatorisch Dagblad stelde hij: "Drie jaar geleden had ik me misschien geen calvinist genoemd. Maar nu is het ja. Ik ben dichter bij Calvijn gekomen, ik heb begrip voor hem gekregen, door de intensieve omgang met zijn teksten is zelfs een soort band ontstaan. Er zijn verschillende dingen die ik erg in hem waardeer: de manier waarop hij consequent leer en leven aan elkaar verbond, zijn gerichtheid op de Schrift, zijn royale houding in liturgische kwesties – royaler dan die van zijn calvinistische navolgers. Ik geloof werkelijk dat hij niet voor zichzelf heeft geleefd, maar voor de goede zaak." Niettemin noemt hij zichzelf milder, "gezelliger", dan Calvijn en heeft hij moeite met diens predestinatieleer. Daarvan beschouwt hij dan weer als goede kant dat de mens onder ogen moet zien zijn lotsbestemming niet in eigen hand te hebben. „Ik zie zijn predestinatieleer als een profetische kritiek op het moderne maakbaarheidsdenken.”

## Literair werk
In 2005 won Verbaas de ND-verhalenwedstrijd met zijn verhaal De afrekening. In 2006 kwam zijn debuutroman Sneeuw in Afrika uit, een roman met thrillerachtige elementen: een antiquair ontdekt tijdens een verblijf in Mali dat zijn naaste verwanten hem in Nederland een pijnlijke streek geleverd hebben en ziet in de nasleep daarvan zijn bestaan en zelfbeeld uit elkaar vallen. Zijn tweede boek, Engelenwoede, is in 2007 verschenen en gaat over een predikant die door zijn toewijding aan de kerk huwelijksproblemen krijgt. Naar aanleiding van de vijfhonderdste geboortedag van Johannes Calvijn schreef hij in 2009 Heilig vuur, een historische roman over Calvijn en zijn tijdgenoten. In 2015 verscheen De vierde vrouw, bizarre lotgevallen van een tegendraads theoloog, een historische roman over Karl Barth.
De boeken werden vooral in christelijke tijdschriften gerecenseerd, maar ook het Algemeen Dagblad besprak het debuut en noemde het "niet moraliserend", omdat Verbaas "een mens met een open mind is".
- Digitale Bibliotheek voor de Nederlandse Letteren: verb166
- Gemeinsame Normdatei: 173886302
- International Standard Name Identifier: 0000 0003 6918 6547
- Nederlandse Thesaurus van Auteursnamen: 293028095
- Virtual International Authority File: 215398720